# Bobby Convey
Robert ("Bobby") Francis Convey (ur. 27 maja 1983 w Filadelfii), piłkarz amerykański grający na pozycji lewoskrzydłowego.

## Kariera klubowa
Convey swój kontakt z piłką rozpoczął od pobytu w Bradenton Academy, która wychowała takich piłkarzy jak Landon Donovan, Oguchi Onyewu i DaMarcus Beasley. W 2000 roku startował w drafcie do Major League Soccer i został wybrany przez D.C. United stając się tym samym najmłodszym w historii piłkarzem wybranym w drafcie w MLS. W lidze Convey zadebiutował 25 marca 2000, jednak klub z Waszyngtonu przegrał aż 0:4 na wyjeździe z Los Angeles Galaxy. Jednak 17-letni zawodnik wywarł wrażenie na trenerze Thomasie Rongenie i wywalczył miejsce w podstawowej jedenastce klubu. W 2001 roku Conveyem zainteresował się menedżer Newcastle United, Bobby Robson, jednak ostatecznie nie doszło do transferu. W przedsezonowym drafcie United wybrało Santino Quarantę, który pobił rekord Conveya i w momencie wyboru był od niego 4 miesiące młodszy, a w 2004 roku trenerzy DC postawili na Freddy Adu liczącego 14 lat. W DC United Convey grał przez 4 i pół sezonu, jednak zespół ten nie potrafił nawiązać do sukcesów z lat 90., gdy trzykrotnie zostawał mistrzem USA.
Jeszcze latem 2003 Convey był bliski transferu do Tottenhamu Hotspur, który miał zapłacić za niego około 3 miliony dolarów, jednak na przeszkodzie stanęły problemy z pozwoleniem na pracę i do transakcji nie doszło. Natomiast 22 lipca 2004 Convey podpisał kontrakt z Reading FC, grającym w Football League Championship. W lidze angielskiej Bobby zadebiutował 10 sierpnia w przegranym 0:1 wyjazdowym meczu z West Ham United. Początki w Anglii były jednak trudne i w sezonie 2004/2005 Amerykanin rozegrał zaledwie 18 ligowych spotkań i nie zdobyłw nich gola. Jednak już w sezonie 2005/2006 Convey osiągnął wysoką formę i wywalczył miejsce w wyjścowej jedenastce. Przyczynił się też do awansu zespołu do Premiership. Reading ustanowił też rekordową liczbę punktów zdobytych w sezonie – 106 w 46 meczach. W Premiership Bobby zadebiutował 19 sierpnia w wygranym 3:2 meczu z Middlesbrough F.C. Początkowo miał miejsce w pierwszej jedenastce, jednak w październiku doznał poważnej kontuzji pachwiny i musiał przejść operację, która wykluczyła go z gry na parę miesięcy.
W styczniu 2009 roku, po rozegraniu niemal 100 ligowych meczów dla Reading przeszedł do San Jose Earthquakes. W 2012 roku grał w Sporting Kansas City, z którym wygrał MLS Cup. W 2013 roku przeszedł do Toronto FC. W 2014 roku zakończył karierę jako gracz New York Red Bulls.
| Sezon   | Klub                 | Kraj              | Rozgrywki                    | Mecze | Bramki |
| ------- | -------------------- | ----------------- | ---------------------------- | ----- | ------ |
| 2000    | D.C. United          | Stany Zjednoczone | Major League Soccer          | 22    | 0      |
| 2001    | D.C. United          | Stany Zjednoczone | Major League Soccer          | 12    | 1      |
| 2002    | D.C. United          | Stany Zjednoczone | Major League Soccer          | 26    | 5      |
| 2003    | D.C. United          | Stany Zjednoczone | Major League Soccer          | 19    | 2      |
| 2004    | D.C. United          | Stany Zjednoczone | Major League Soccer          | 10    | 0      |
| 2004/05 | Reading F.C.         | Anglia            | Football League Championship | 18    | 0      |
| 2005/06 | Reading F.C.         | Anglia            | Football League Championship | 45    | 7      |
| 2006/07 | Reading F.C.         | Anglia            | Premiership                  | 9     | 0      |
| 2007/08 | Reading F.C.         | Anglia            | Premiership                  | 20    | 0      |
| 2008/09 | Reading F.C.         | Anglia            | Football League Championship | 6     | 0      |
| 2009    | San Jose Earthquakes | Stany Zjednoczone | Major League Soccer          | 26    | 1      |
| 2010    | San Jose Earthquakes | Stany Zjednoczone | Major League Soccer          | 28    | 1      |
| 2011    | San Jose Earthquakes | Stany Zjednoczone | Major League Soccer          | 21    | 1      |
| 2012    | Sporting Kansas City | Stany Zjednoczone | Major League Soccer          | 16    | 1      |
| 2013    | Sporting Kansas City | Stany Zjednoczone | Major League Soccer          | 3     | 0      |
| 2013    | Toronto FC           | Kanada            | Major League Soccer          | 21    | 1      |
| 2014    | New York Red Bulls   | Stany Zjednoczone | Major League Soccer          | 13    | 0      |

## Kariera reprezentacyjna
W 1999 roku Convey był członkiem młodzieżowej reprezentacji USA na Mistrzostwa Świata U-17 w Nowej Zelandii. Był tam podstawowym graczem swojej drużyny i doprowadził ją do 4. miejsca w tym turnieju. Natomiast w 2003 roku Convey wziął udział w Mistrzostwach Świata U-20, a na których z młodymi rodakami doszedł do ćwierćfinału rozgrywek.
W pierwszej reprezentacji Stanów Zjednoczonych Convey zadebiutował 25 października 2000 roku w zremisowanym 0:0 meczu z Meksykiem. W 2006 roku Bruce Arena powołał go do 23-osobowej kadry na Mistrzostwa Świata w Niemczech. Convey zagrał tam we wszystkich trzech meczach: przegranym 0:3 z Czechami, zremisowanym 1:1 z Włochami oraz przegranym 1:2 z Ghaną. USA zajęło jednak ostatnie miejsce w grupie i odpadło z Mundialu.